# کانستیتسیون، شیلی
کانستیتسیون، شیلی (به اسپانیایی: Constitución, Chile) یک سکونتگاه مسکونی در شیلی است که در استان تالکا واقع شده‌است.

## خصوصیات
کانستیتسیون ۱٬۳۴۳٫۶ کیلومترمربع مساحت و ۴۱٬۲۰۷ نفر جمعیت دارد و ۷۵ متر بالاتر از سطح دریا واقع شده‌است.